# Estació d'Alacant (Metrovalència)
L'estació d'Alacant és una estació subterrània localitzada al barri de Russafa de València i que forma part de la línia 10 de l'operador Metrovalència. L'estació pertany a la zona tarifària A de Ferrocarrils de la Generalitat Valenciana (FGV) i l'Autoritat de Transport Metropolità de València (ATMV). L'adreça oficial de l'estació és la Gran Via de les Germanies, número 36.

## Història

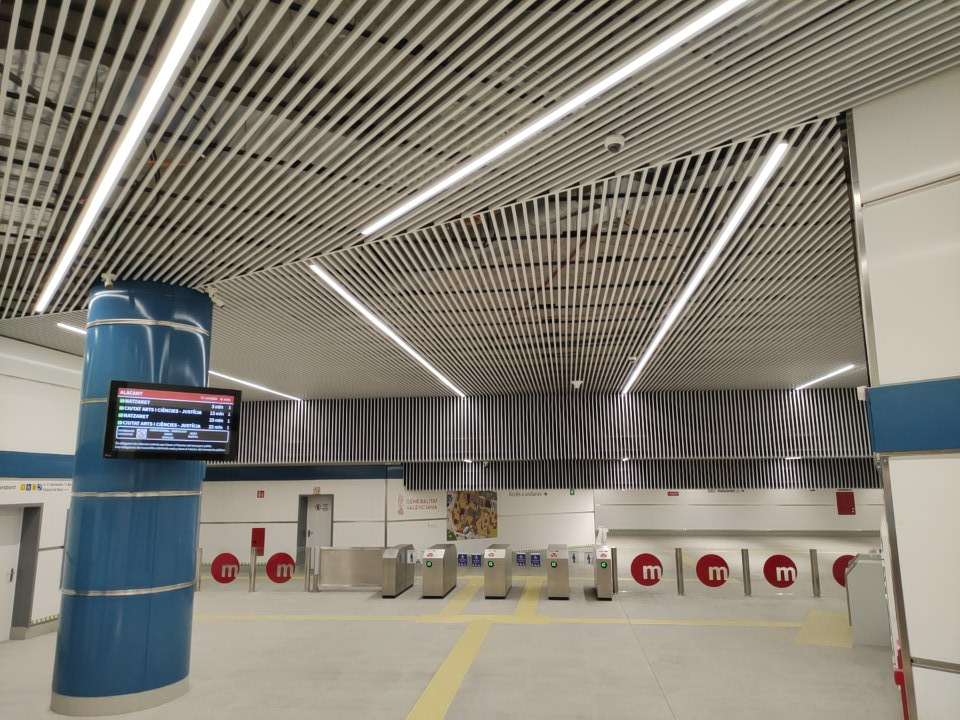
Torns d'accés (2022)

La construcció de l'estació va començar el 2007, però es va paralitzar junt amb la línia 10 a causa de la crisi econòmica. L'objectiu inicial d'aquesta estació era connectar amb la futura Estació Central de València. Les obres es van reprendre el 2019 i l'estació es va obrir el 17 de maig del 2022 amb la inauguració de la línia de la qual és capçalera. Durant el primer any de servici, l'estació se situa en la posició 38 per trànsit de passatgers entre les parades i estacions de Metrovalència, amb 36.294 usuaris el juliol del 2022.

## Distribució

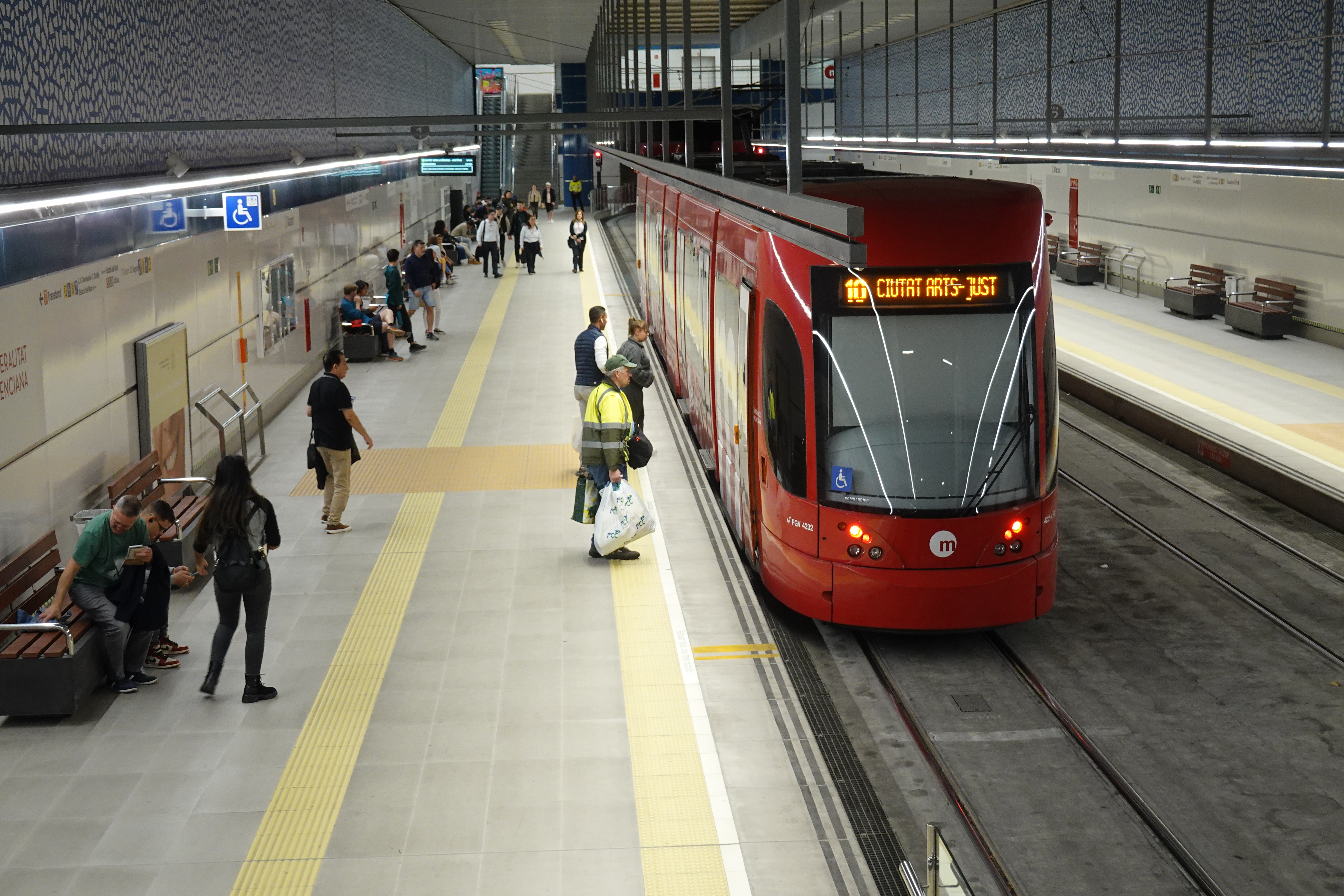
Unitat 4200 a la via 1 (2023)

L'estació, de caràcter subterrani, està estructurada en dos grans nivells: el superior, on s'hi troben els accessos, els torns i les oficines i l'inferior, on hi ha les andanes amb les vies. Pel que fa a aquestes, hi ha dues vies (amb una andana cadascuna) per on circul·len trens en dos sentits: un d'anada i l'altre de tornada. Les andanes no disposen de mampares de seguretat. L'estació disposa d'accessibilitat per a persones amb discapacitat física, visual i auditiva.
L'estació es troba baix el carrer Alacant, al costat de l'Estació del Nord, i actualment té tres accessos: un al carrer de Sogorb amb el carre d'Alacant; l'altre a la Gran Via de les Germanies amb el carrer d'Alacant i l'altre al pas per a vianants del túnel de les Grans Vies, on connecta amb l'Estació de Bailén de la línia 7. També connectarà amb l'Estació de Xàtiva per mitjà d'un túnel de vianants que obrirà el 2025.

### Línies
| Procedència/Destinació | <   | Línia | >       | Procedència/Destinació |
| ---------------------- | --- | ----- | ------- | ---------------------- |
| Alacant                | Cap | ...   | Russafa | Natzaret               |